# Castillo Dolbadarn
El Castillo Dolbadarn es una fortificación construida por el Príncipe de Gales Llywelyn a comienzos del siglo XIII en la base de  Llanberis Pass, al norte de Gales. El castillo fue importante tanto en lo militar como lo simbólico en cuanto al poder y la autoridad de Llywelyn. Tiene una gran piedra que el historiador Richard Avent considera "el mejor ejemplo superviviente de la torre redonda galesa".
En 1284, Dolbadarn fue tomado por Eduardo I de Inglaterra, quien tomó parte de sus maderas para construir su Castillo de Caernarfon en Caernarfon. El castillo fue usado como una residencia por algunos años, antes de caer en ruinas. En el siglo XVIII y XIX, fue un destino popular para los pintores interesados en la filosofía sublime y en los paisajes pintorescos. Es propiedad de Cadw y es administrada como atracción turística, protegida en la lista de edificios como grado I.

## Historia

### 1220–40
El castillo fue construido entre el 1220 y 1230 por Llywelyn el Grande, en la base de Llanberis Pass, con vista al lago de Llyn Padarn. Tradicionalmente, los príncipes de Gales no habían construido castillos, y usaban en su lugar construcciones sin defensa llamadas llysoedd, o cortes. 
A partir del siglo XI, los normandos había comenzado a invadir Gales, ocupando tierras al norte y estableciendo una franja de territorio ocupado al sur, las llamada Marcas Galesas. Durante el siglo XII, algunos castillos de madera y de barro habían sido construidos, pero no eran numerosos.

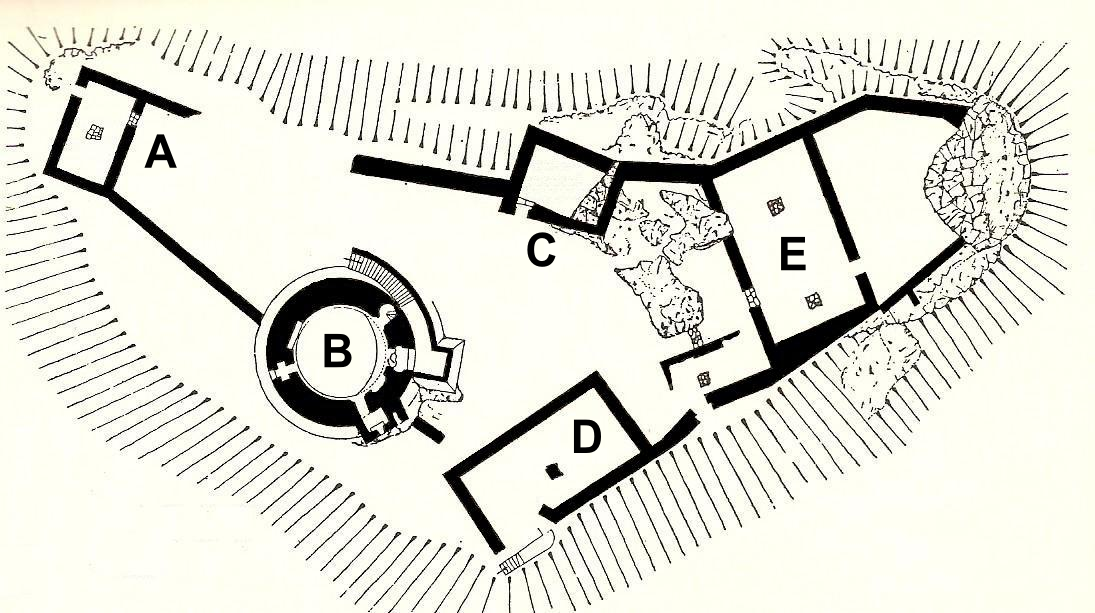
Plano del castillo: A- Torre sur; B- Guardia C- Torre Oeste; D- Edificio este; E- Hall

La ubicación del castillo era importante porque controllaba un pasaje de montaña importante, y posiblemente porque Llywelyn reclamando autoridad como Lord de las montañas y de las costas de Gales: varios de sus castillos parecen haber sido localizados como un símbolo político en mente. También es posible que Llywelyn haya construido su castillo en la cima de los restos de una fortificación previa construida por Maelgwn Gwynedd, un rey de Gwynedd en el siglo VI, aunque no se han encontrado restos.

### sigloXIValXXI

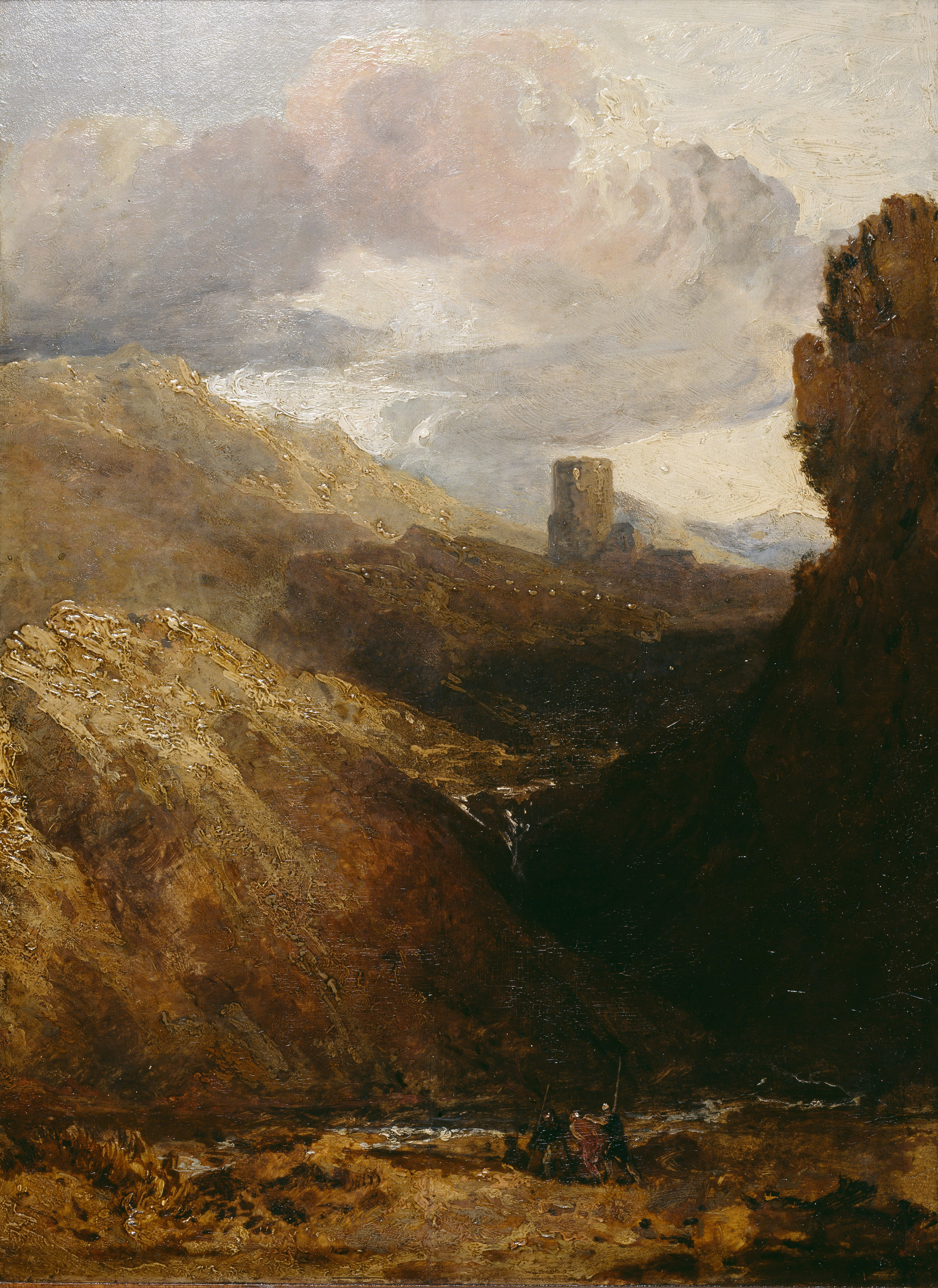
Pintura del Castillo Dolbadarn de J. M. W. Turner, c.1800

Las partes remanentes del castillo continuaron siendo usadas como una residencia en el siglo XIV.
en el siglo XVIII, sin embargo, el Castillo Dolbadarn quedó en ruinas y fue deshabitado. 
Desde 1760 en adelante, sin embargo, se convirtió en un tema popular en los pintores interesados en los estilos paisajistas de moda en el momento de la filosofía sublime y lo pinturesco. 
Típicamente, el castillo fue pintado en el plano medio, permitiendo que el ojo del observador contrastarasus ruinas con los lagos y las montañas de Snowdonia; frecuentemente, el paisaje no fue representado en forma real por los artistas, para crear un efecto dramático más fuerte. 
El trabajo de J. M. W. Turner de 1802 muestra el castillo sobre el paisaje y se volvió famoso, pero la pintura del castillo de Richard Wilson y Paul Sandby también representan obras de arte importantes en este periodo.
En 1941, el castillo fue donado al Estado por Sir Michael Duff. Es mantenido por Cadw y protegido en la lista de edificios como monumento de interés. 
En vistas de la devoción galesa y otros cambios políticos, la historia del Castillo Dolbadarn y de otros castillos galeses similares se ha vuelto prominente. En respuesta, Cadw ha notada que tienen la intención de darle mayor prioridad a la comunicación de la historia de estos castillos y de los príncipes de Gales.